# Fannia lugubrina
Fannia lugubrina är en tvåvingeart som först beskrevs av Zetterstedt 1838.  Fannia lugubrina ingår i släktet Fannia och familjen takdansflugor. Arten är reproducerande i Sverige. Inga underarter finns listade i Catalogue of Life.